# Providence College
Le Providence College est une institution d'enseignement supérieur catholique basée à Providence (Rhode Island). 

## Histoire
Fondée en 1917, grâce à l'aide de Mgr Harkins, cette université accueillait plus de 4 500 étudiants en 2004-2005.
Le campus s'étend sur 105 acres[pas clair] et compte 44 bâtiments.

## Sport
Dans le domaine sportif, les Friars de Providence défendent les couleurs du Providence College dans les compétitions NCAA en Hockey East pour le hockey sur glace et en Big East Conference pour les autres sports.

## Anciens élèves
Parmi les anciens élèves, citons Raymond Flynn, maire de Boston de 1984 à 1993.